# 長流枝スマートインターチェンジ
長流枝スマートインターチェンジ（おさるしスマートインターチェンジ）は、北海道河東郡音更町に建設中の道東自動車道のスマートインターチェンジである。名称は仮称である。

## 概要
本線直結型で建設され、利用可能車種はETC搭載の全車種で24時間運用、上下線ともに出入可となる予定。完成すると北海道では初の本線SICとなる。

## 道路
- E38 道東自動車道

## 沿革
当初は長流枝PAに併設する形での設置が検討されていたが、後にPAから約4.5km帯広寄りの北海道道498号長流枝内木野停車場線との交差地点付近に設置箇所が変更された。
- 2020年（令和2年）10月23日 : 国土交通省より連結許可[1]。

## 隣
E38 道東自動車道
(10)音更帯広IC - 長流枝スマートIC（事業中） - 長流枝PA - (11)池田IC